# ازغار (اشبانات)
ازغار هي إحدى مشيخات المملكة المغربية، تتبع جغرافيا لإقليم سيدي قاسم وإداريًا لاشبانات. يقدر عدد سكانها بـ 9961 نسمة حسب الإحصاء الرسمي للسكان والسكنى لسنة 2004.